# João W. Nery
João W. Nery (n. 12 februarie 1950, Rio de Janeiro, Districtul Federal⁠(d), Brazilia – d. 26 octombrie 2018, Niterói, Rio de Janeiro, Brazilia) a fost un scriitor, psiholog și activist LGBT brazilian. Este cunoscut a fi primul bărbat transsexual care a suferit o operație de schimbare de sex în Brazilia în 1977.
De ani buni, el a pledat pentru drepturile persoanelor LGBT, în special a persoanelor transsexuale.
Un proiect de lege al parlamentarilor João Wyllys și Erika Kokay îi poartă numele.

## Opera
- 1984: João W. Neri, Erro de pessoa: Joana ou João?, Rio de Janeiro, Grupo Editorial Record
- 2012: João W. Neri, Viagem solitária: memórias de um transexual 30 anos depois, São Paulo, LeYa
- 2017: João W. Neri, Vidas trans: a coragem de existir (em colaboração com Amara Moira, Márcia Rocha e T. Brant), Bauru, LeYa Brasil, 2017
- Postum: João W. Neri, Velhice transviada [8]